# Macintosh Quadra 650
Der Macintosh Quadra 650, ursprünglich als Macintosh Centris 650 eingeführt, war ein von Apple Computer entwickelter, von Februar 1993 bis September 1994 verkaufter Personal Computer. Der Centris 650 wurde, zusammen mit dem kleineren Centris 610, als Nachfolger der Macintosh IIci, IIvi und Quadra 700 eingeführt und sollte die neue Mittelklasse von Apple Computern begründen. Wenige Monate nach der Einführung entschied sich Apple jedoch dafür, dem Beispiel anderer Computerhersteller zu folgen und Produktlinien nach Zielgruppen zu benennen, und Quadra sollte dabei das Geschäftskundensegment adressieren, LC den Bildungssektor und Performa den Markt für Heimanwender.
Im September 1994 wurde die Produktion des Quadra 650 ohne expliziten Nachfolger eingestellt, jedoch hat der kurz zuvor eingeführte Power Macintosh 7100 ebenfalls die IIvx-Bauform, dieselbe Zielgruppe und war in derselben Preisspanne erhältlich.

## Modelle

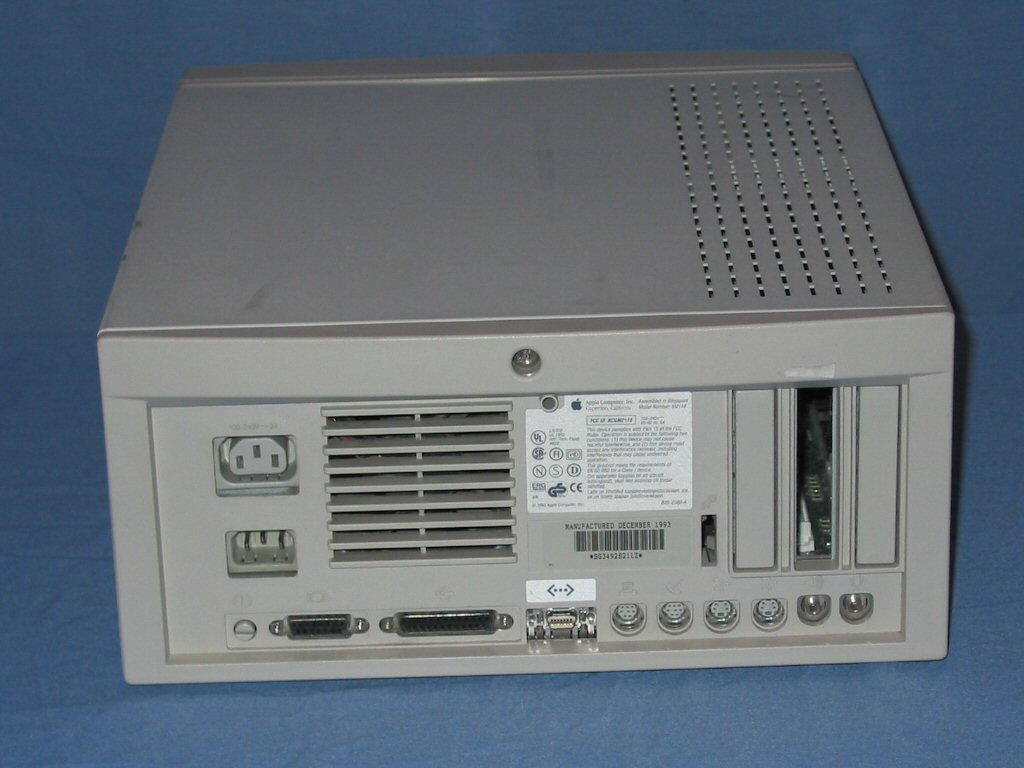
Ein Macintosh Quadra 650 von hinten

Standardausstattung aller Centris 650 Modelle waren onboard Video mit proprietärem DB-15-Anschluss (VGA-Unterstützung lediglich via Adapter), 3 NuBus-Steckplätze, einem Processor Direct Slot, zwei ADB und zwei seriellen (Drucker, Modem) Schnittstellen sowie einem externen SCSI-Anschluss. Die vier SIMM-Steckplätze unterstützen 4, 8, 16 und 32 MB SIMMs, so dass im maximalen Speicherausbau 132 bzw. 136 MB erreicht wurden in Abhängigkeit von der RAM-Größe der Basiskonfiguration. Die Modelle mit Ethernet-Unterstützung hatten zusätzlich einen AAUI-Anschluss.
Bei Einführung war System 7.1 als Standardsystem enthalten und ist auch das älteste unterstützte Apple-Betriebssystem.
Markteinführung am 10. Februar 1993:
- Macintosh Centris 650:[4]
In fünf Konfigurationen verkauft:
  - 25 MHz 68LC040, 4 MB RAM (onboard), 512 KB VRAM, 80 MB HDD, no Ethernet
  - 25 MHz 68040, 8 MB RAM (4 onboard + 4 MB SIMM), 512 KB VRAM, 80 MB HDD, Ethernet
  - 25 MHz 68040, 8 MB RAM (4 onboard + 4 MB SIMM), 512 KB VRAM, 230 MB HDD, Ethernet
  - 25 MHz 68040, 8 MB RAM (4 onboard + 4 MB SIMM), 1 MB VRAM, 230 MB HDD, Ethernet, AppleCD 300i and microphone
  - 25 MHz 68040, 24 MB RAM (4 onboard + 16 + 4 MB SIMMs), 1 MB VRAM, 500 MB HDD, Ethernet

Markteinführung am 21. Oktober 1993:
- Macintosh Quadra 650: 33 MHz 68040